# Birger Dan Nielsen
Birger Dan Nielsen (født 17. september 1943, død 22. marts 2025) var en dansk økonom og diplomat, der var Danmarks ambassadør i Kuwait og Schweiz.
Birger Dan Nielsen blev cand.polit. i 1967 og kom derefter til udenrigstjenesten, hvor han tilbragte en årrække i Bruxelles.
I 1988 blev han ambassadør i Kuwait og havnede i 1990 som ufrivilligt midtpunkt i en international krise, da mange danskere blev fanget i landet under Iraks Saddam Husseins invasion i august 1990. Han bad om lov til at rejse hjem til Danmark, men blev beordret til Bagdad for at støtte de danske gidsler.
Han blev derefter generalsekretær for FNs konference om den industrielt-økologiske udvikling i den tredje verden. I 2001 blev han chef for Udenrigsministeriets miljøsekretariat inden han rundede karrieren af som ambassadør i Bern.
Ansættelsen i Udenrigsministeriet ophørte i 2005.